# 涑州
涑州，渤海国时设置的州。
涑州治所在今吉林省吉林市永吉县北乌拉街西土城子满族朝鲜族乡，为独奏州（不隶属于府，直接隶属于渤海国的州）。根据《新唐书·渤海传》，涑州因为临近涑沫江，由此得名。辖境约当今吉林省吉林市及永吉县、舒兰县等地。辽朝灭亡渤海国后，废除今吉林的涑州。迁移涑州至辽东半岛，之后也废除。